# Universal Studios Dubailand
Universal Studios Dubailand est un projet, maintenant abandonné, de parc à thème Universal à Dubaï, aux Émirats arabes unis. Il faisait partie du complexe de loisir Dubaïland. Le projet est né en juillet 2008 et est arrêté en août 2014. Le 27 octobre 2016, le projet est officiellement annulé.

## Développement
Universal Studios Dubailand représente un investissement de plus de huit milliards de dirhams (2,2 milliards de dollars américains) réalisé par Universal Studios et Tatweer (filiale de Dubai Holdings). Le projet du parc est annoncé le 30 avril 2007 avec une estimation de cinq millions de visiteurs annuels et une fin des travaux planifiée en 2010. Il démarre le 27 juillet 2008 avec la construction d'une grande arche représentant la porte dans le style d'Universal Studios ainsi que des travaux visibles sur la lagune centrale du parc et sa limite. La crise financière de 2008-2009 oblige les développeurs à retarder la construction du parc et à repousser l'ouverture jusqu'au premier trimestre 2012,.
À la mi-2011, la seule preuve publique du projet est une porte qui mène au local d'Universal Studios à côté du Dubai Outlet Mall. L'identité du projet de Dubaï n'est pas claire, Tatweer ayant été dissoute à la mi-2010 et la plupart de ses actifs ayant été transférés vers TECOM ou des autres membres de Dubai Holdings. En avril 2011, Universal s'est entretenu une nouvelle fois avec les officiels de Dubaï afin de finir le parc Universal. En 2012, il est annoncé que le parc en développement Mohammed bin Rashid City sera mis en place en collaboration avec Universal Studios et comprendra plus de 100 nouveaux hôtels.
En novembre 2012, le leader de Dubaï, Sheikh Mohammed bin Rashid Al Maktoum annonce le renouvellement de projets de constructions à grande échelle comme Dubailand à la périphérie de Dubaï, dont la construction du plus grand centre commercial du monde,. Il déclare également que ce centre commercial mettrait en vedette un centre de divertissement familial Universal Studios.
En août 2014, le projet Universal Studio Dubailand est abandonné et déplacé au projet Mohammed bin Rashid City. Les bureaux d'Universal Dubailand, le lac ainsi que l'ornement de l'immense porte sont alors détruits.
Le 27 octobre 2016, le projet est officiellement annulé,,.

## Zones du parc

### Hollywood
La zone devait ressembler à celle d'Hollywood Universal Studios Florida et comprendre un bâtiment el’s Diner comme en Floride et Singapour. La chaîne de restauration Planet Hollywood est pensée pour être le plus grand restaurant de la zone.

### New York
Cette zone devait comprendre un spectacle en plein air des Blues Brothers, un spectacle intérieur d'Hooray for Bollywood et un parcours scénique sur le thème de Ghostbusters. 

### Surf City
Zone thématique comprenant une promenade et une plage pour enfants où devait figurer Coaster Nuthouse de Woody Woodpecker, un château de sable sur le thème carrousel et Frantic Freeway.

### Epic Adventures
Epic Adventures fut la zone de Jurassic Park Rapids Adventure, d'un nouveau duel de montagnes russes King Kong et la présentation de Waterworld.[réf. nécessaire]

### Legendary Heroes
Legendary Heroes devait accueillir un coaster intérieur Revenge of the Mummy, le huitième voyage de Sinbad, une aire de jeu avec balle en mousse et également King Tot's Oasis (une aire de jeux d'eau).